# Jardins de la Gare-d'Eau
 (mai 2022).
Si vous disposez d'ouvrages ou d'articles de référence ou si vous connaissez des sites web de qualité traitant du thème abordé ici, merci de compléter l'article en donnant les références utiles à sa vérifiabilité et en les liant à la section « Notes et références ».
Ne doit pas être confondu avec Gare d’eau (Béthune).
Les jardins de la Gare-d'Eau sont un jardin public et des promenades le long du Doubs, du secteur la Gare-d'Eau de la Boucle à Besançon.

## Historique
Au XVIIe siècle, une promenade et des jardins sont aménagés sur d'anciens marécages asséchés. Ils longent le Doubs jusqu'au secteur Chamars voisin et à l'hôpital Saint-Jacques de Besançon.

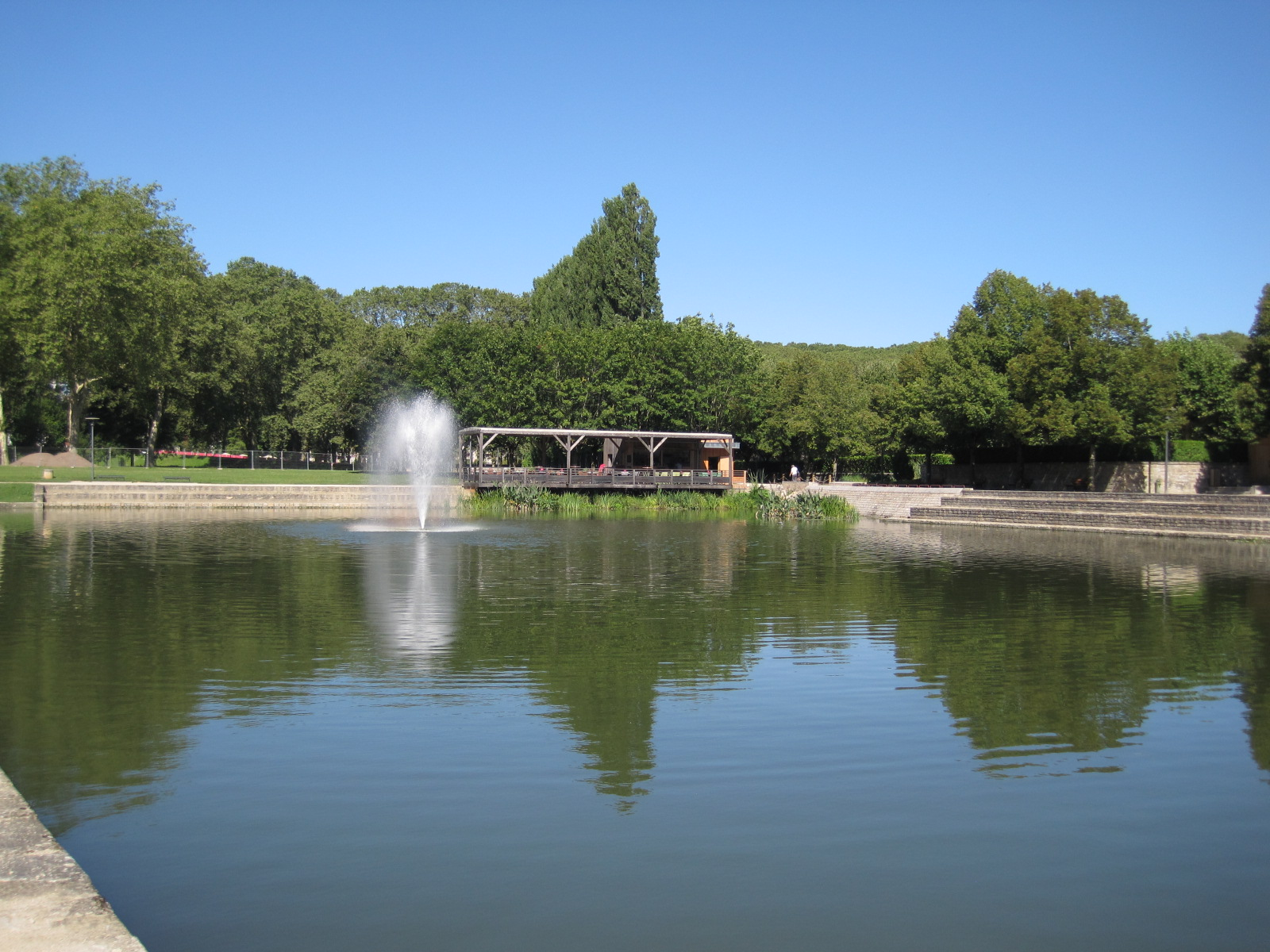
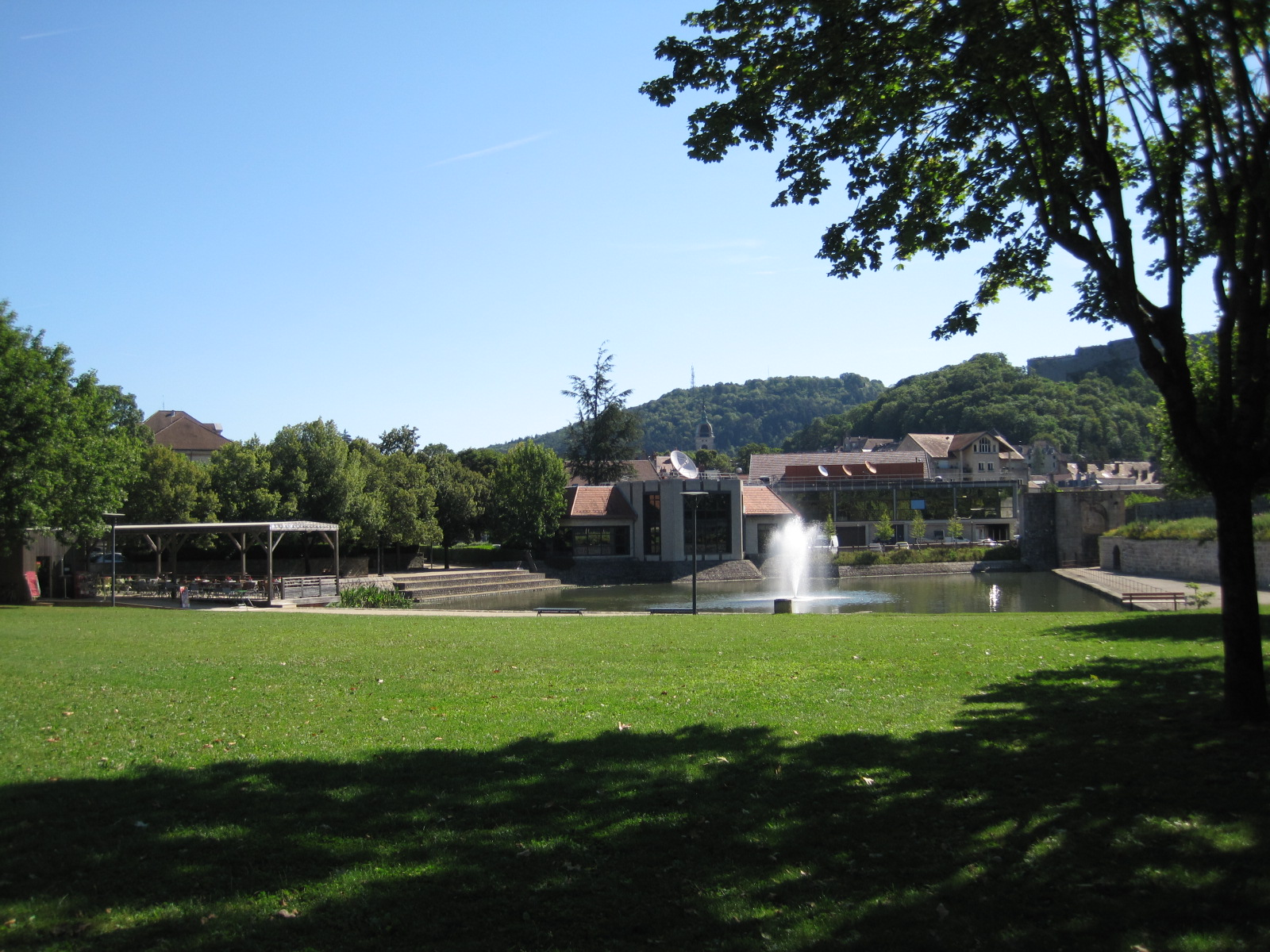
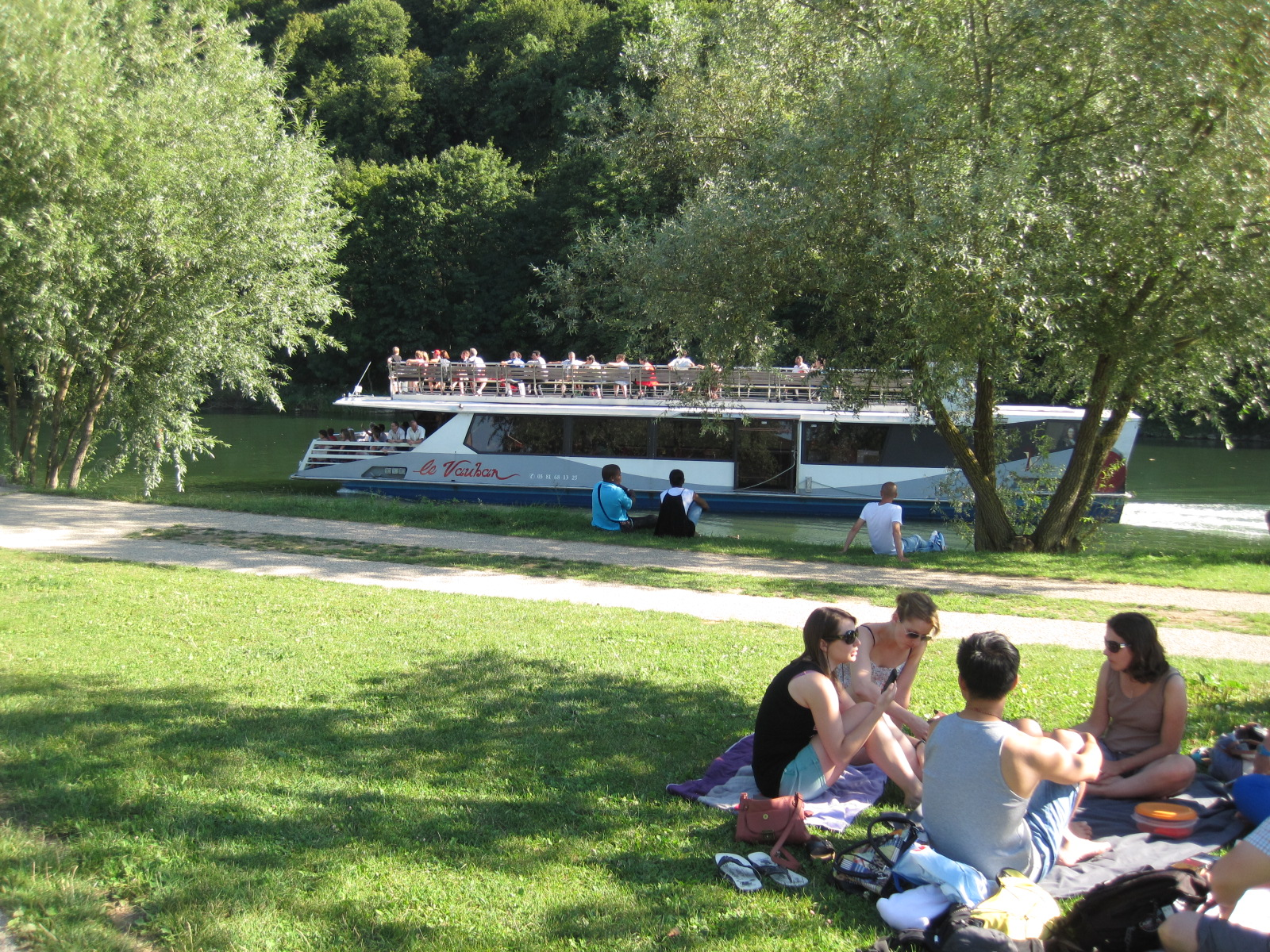
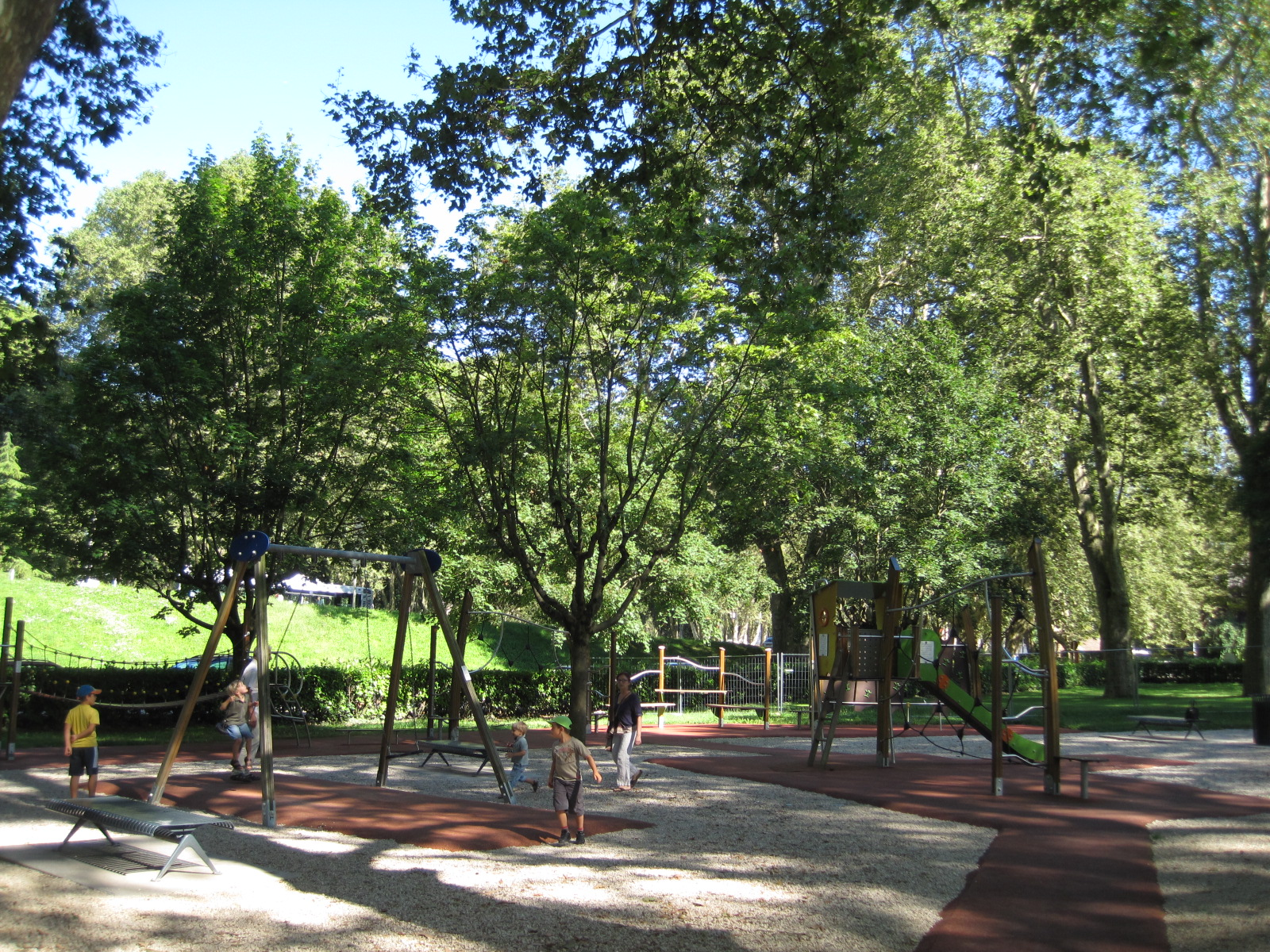

Après le siège de Besançon par le roi Louis XIV en 1674, Vauban fait construire des fortifications le long des promenades, en même temps que la citadelle de Besançon, achevée en 1683.
Au XIXe siècle, le transport fluvial se développe et les lieux sont transformés en port fluvial de commerce où les bateaux chargent et déchargent des marchandises (bois et vin…).

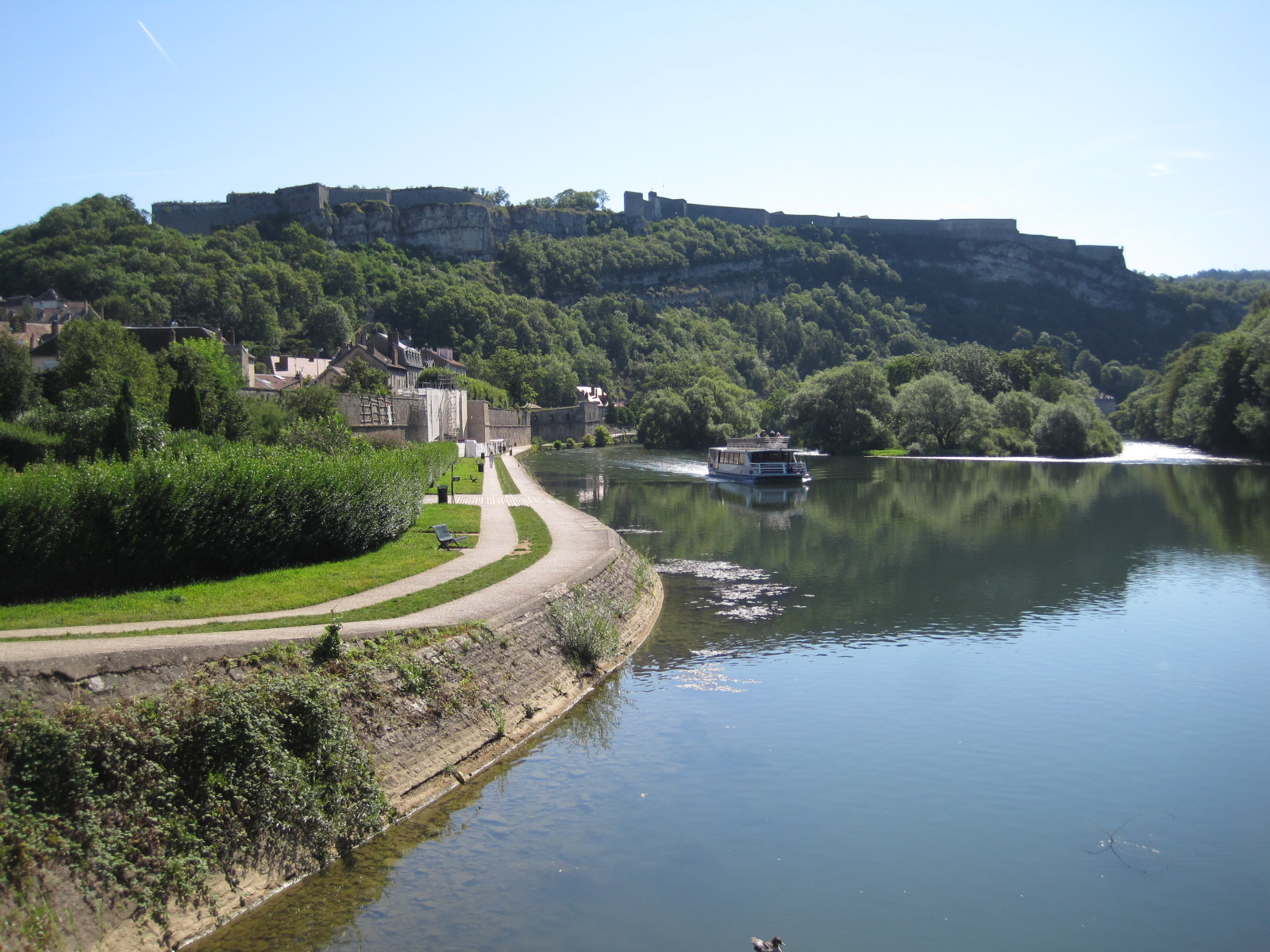
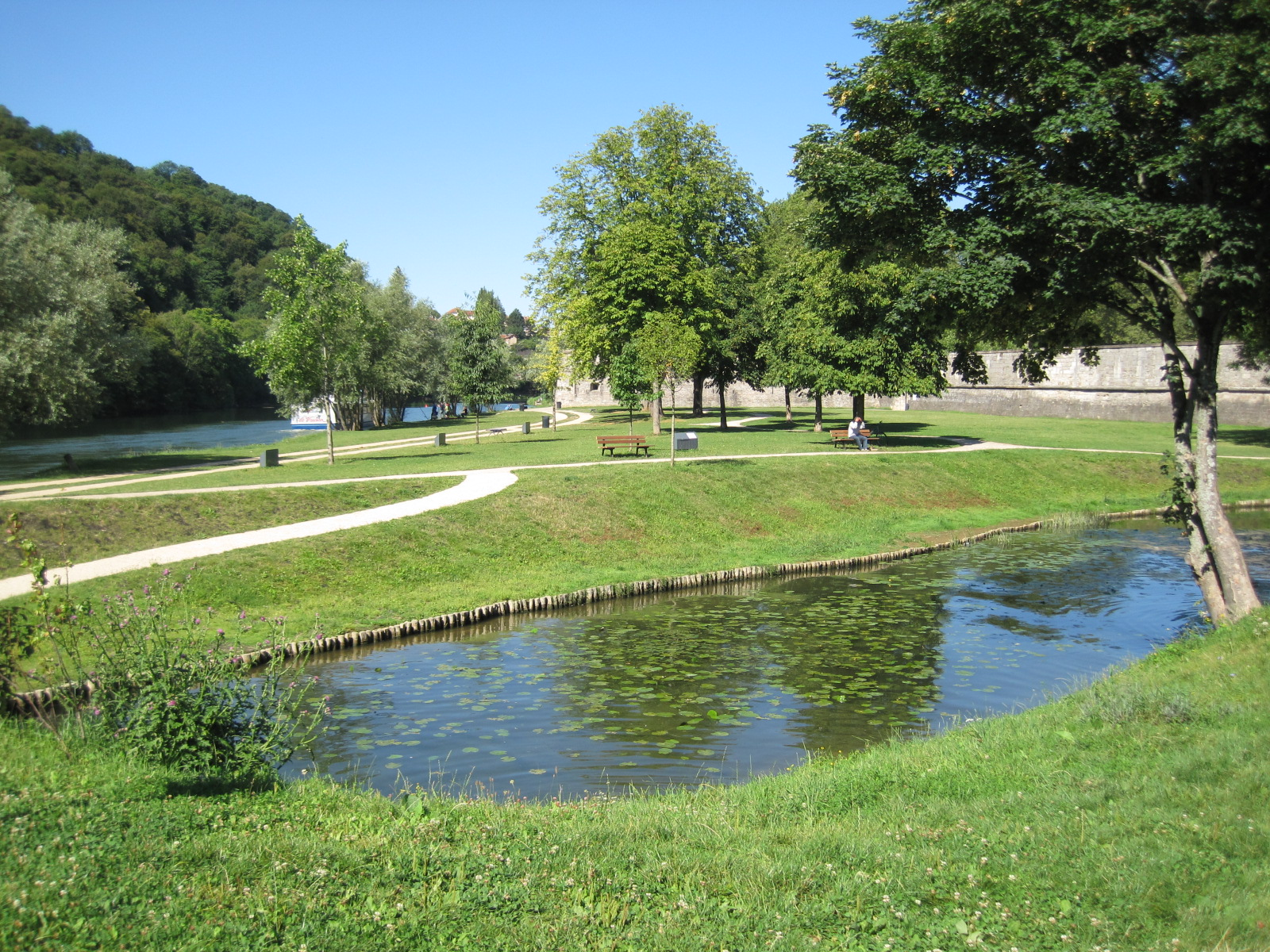
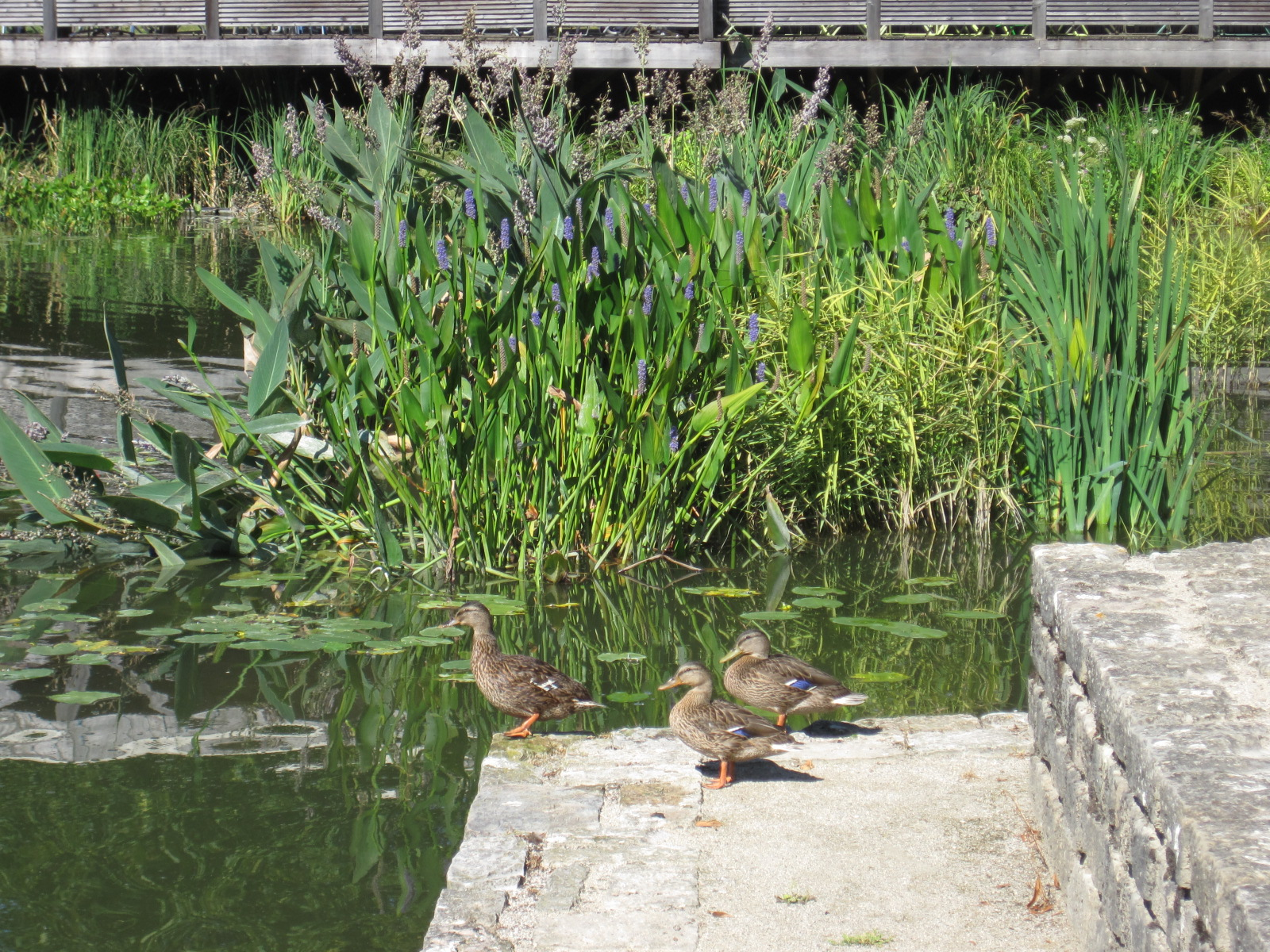
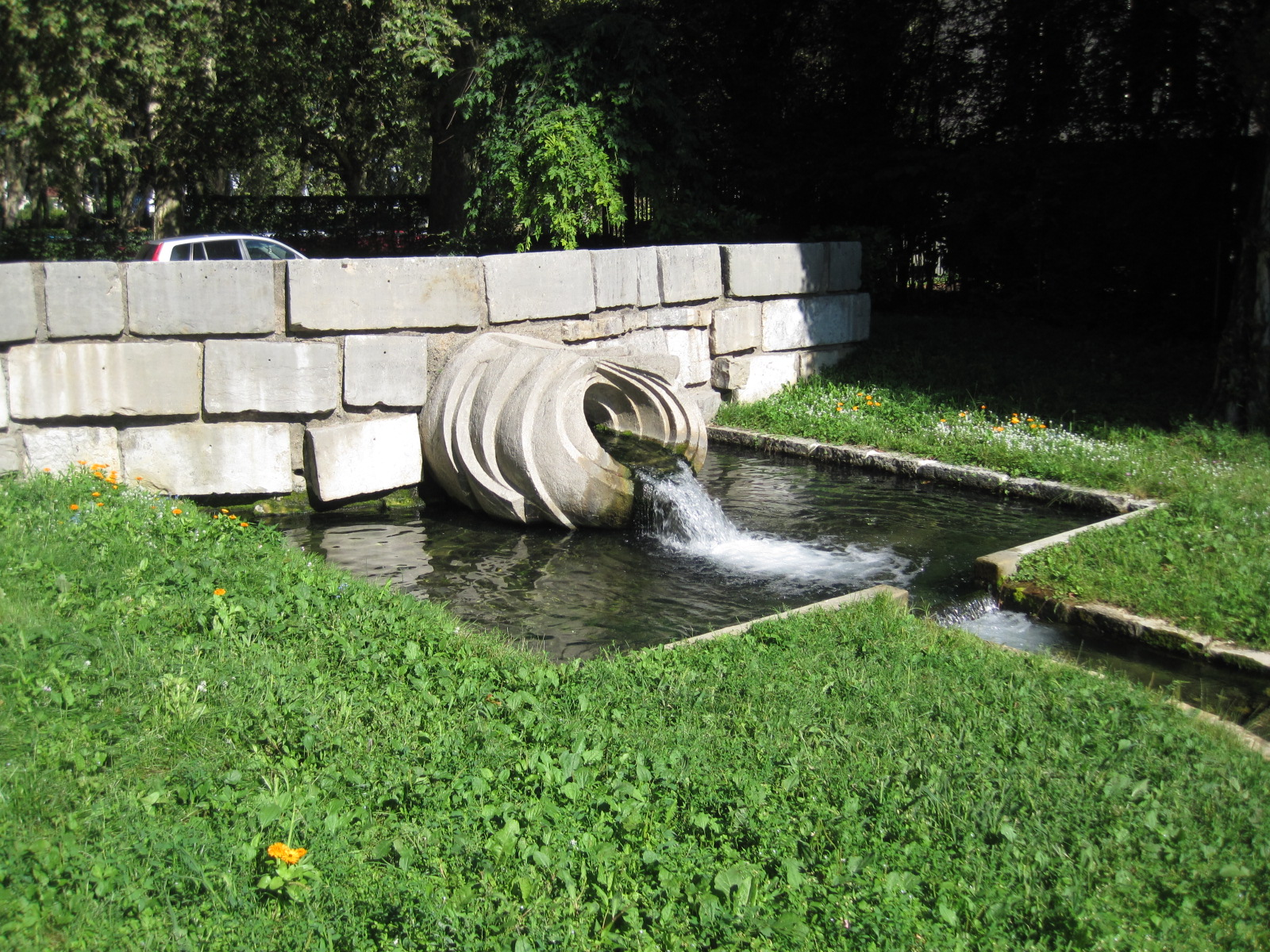
La fontaine.

Au XXe siècle, le port est transformé en port de plaisance.
À ce jour, les jardins de la Gare-d'Eau sont de vastes espaces de verdure qui longent le Doubs. On y trouve une aire de jeux, un canal de jardin alimentant le bassin, une passerelle métallique au-dessus du chenal reliant le bassin au Doubs et une guinguette ouverte à la belle saison.

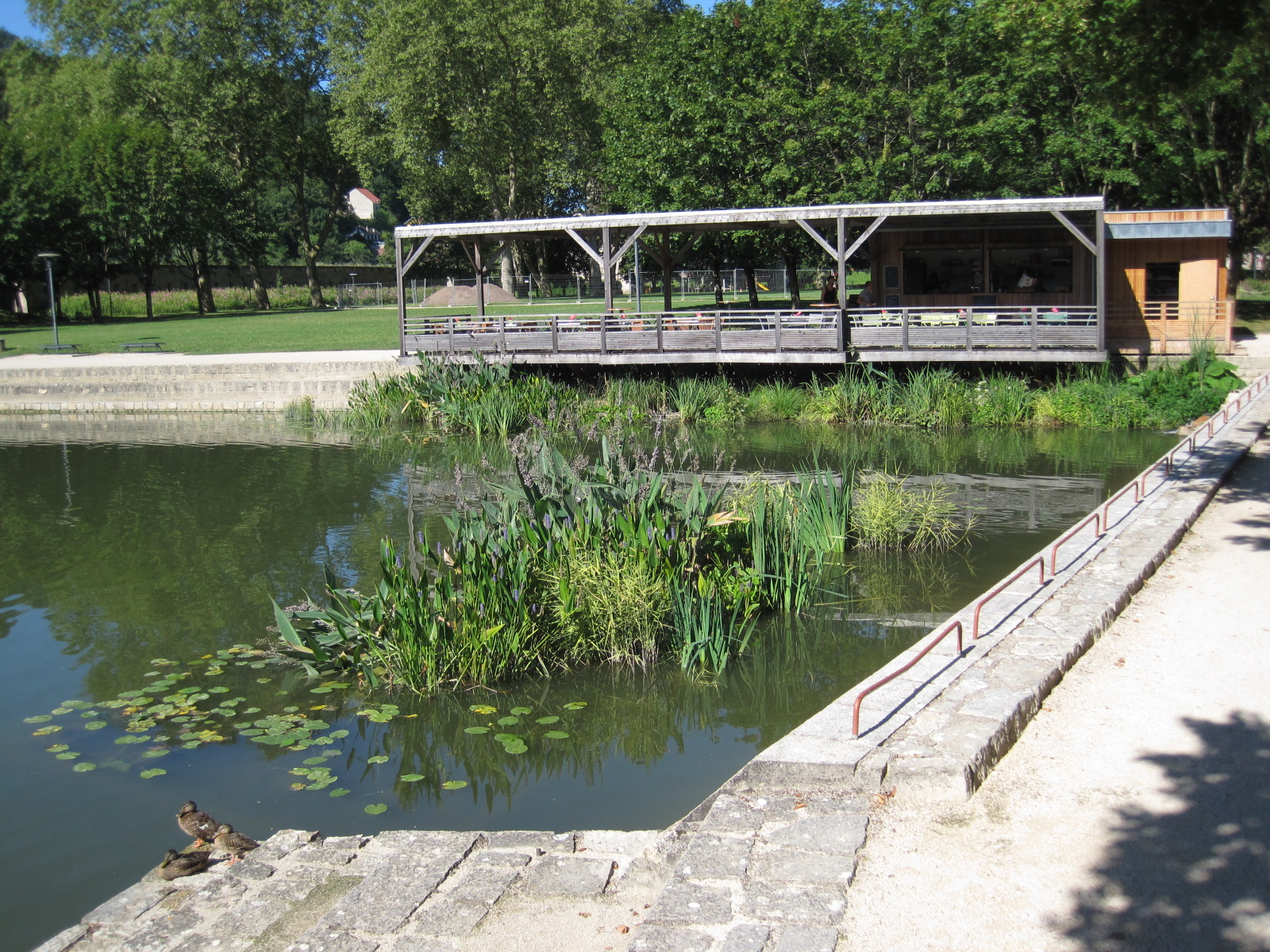
La guinguette.
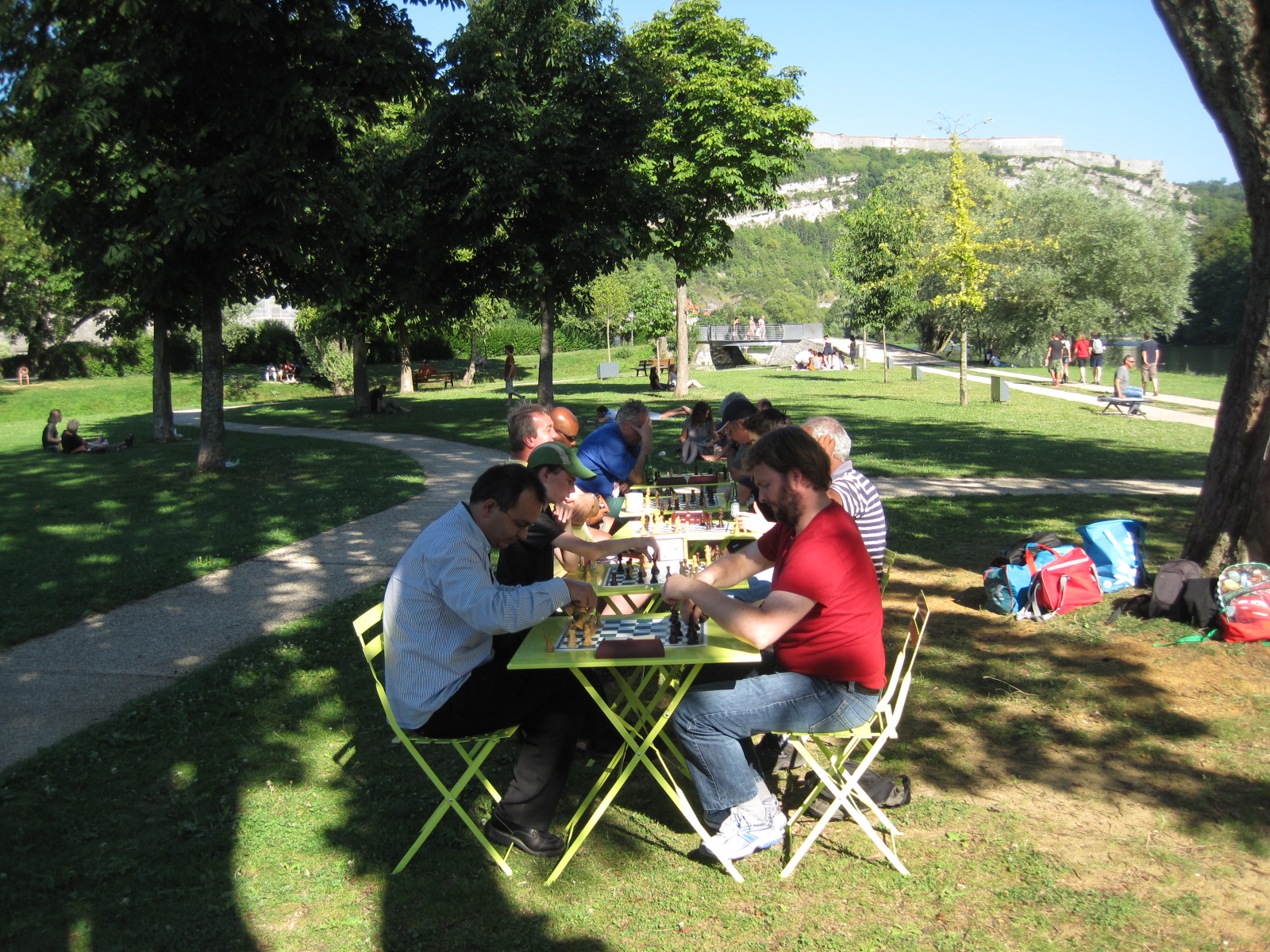
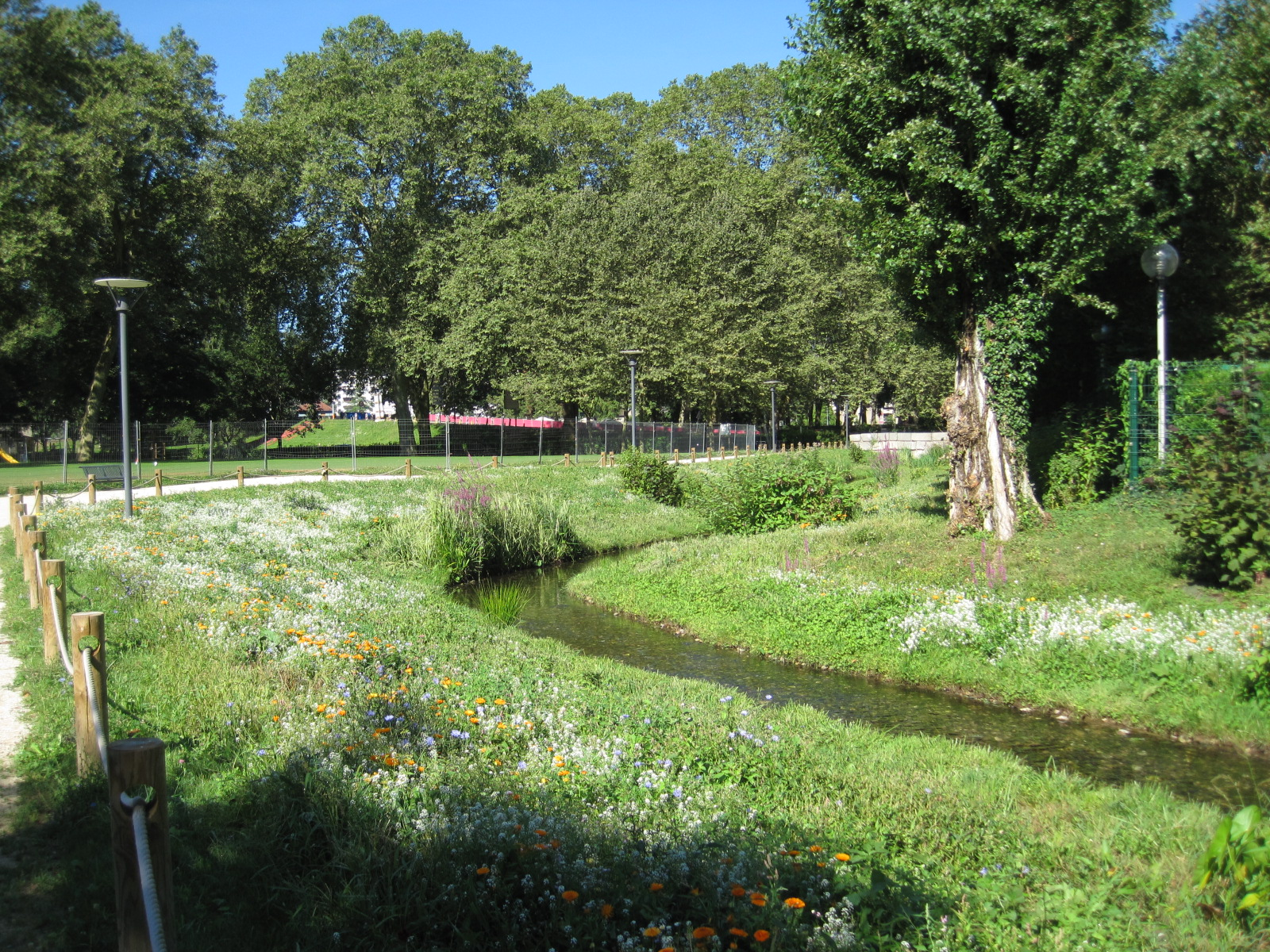
le canal de jardin.
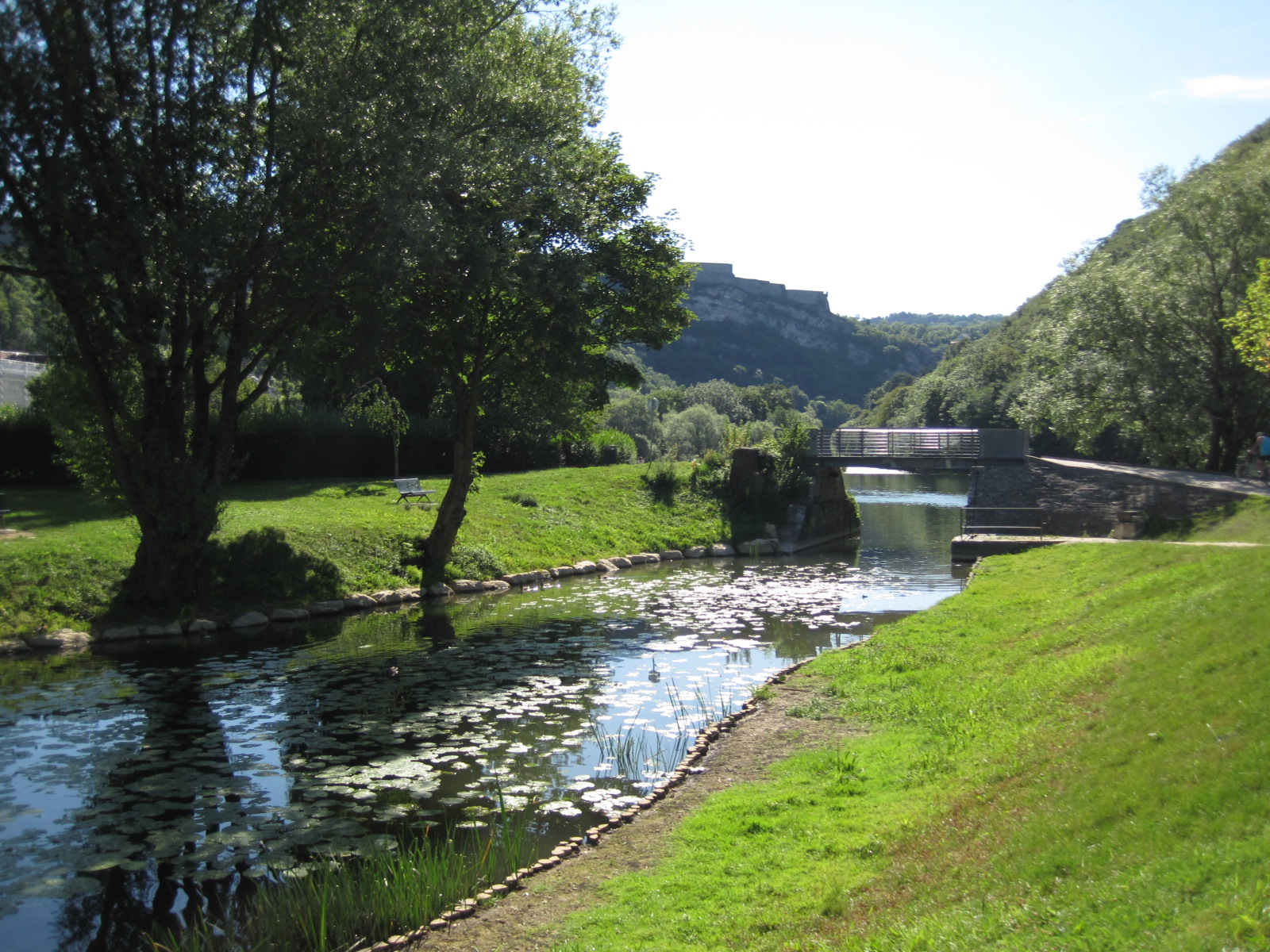
La passerelle sur le chenal.